# Salomé (Oscar Wilde)

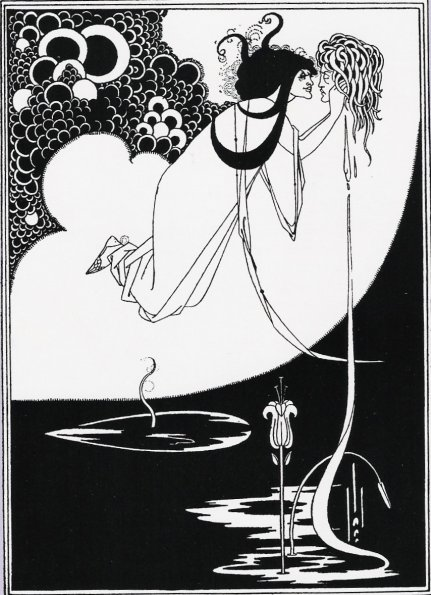
Una de las ilustraciones de Aubrey Beardsley para la primera edición inglesa de la obra (1894).

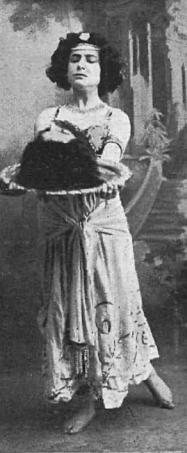
La actriz española Margarita Xirgu interpretando la obra en 1910

Salomé es el título de una tragedia de Oscar Wilde de 1891 que muestra, en un solo acto, una versión muy personal de la historia bíblica de Salomé. Hijastra del gobernante Herodes Antipas, pidió a su padrastro la cabeza de Jokanaan (Juan el Bautista) en una bandeja de plata, como recompensa por haber bailado ante él. 

## Argumento
Oscar Wilde añade al personaje de Salomé todo un argumento que trastoca la historia evangélica de Jokanaan. En la Biblia, Salomé pedía la muerte de Juan por instigación de su madre Herodías, a la que Jokanaan reprochaba convivir con Herodes a pesar de estar casada con Filipo, hermano de Herodes. En la obra de Wilde, en cambio, Salomé está enamorada (obsesivamente incluso) de Jokanaan (Juan), quien rechaza su amor. La petición de que sea decapitado se produce, pues, por despecho. Tras la muerte, en una combinación de eros y thanatos muy propia de la época (en la misma obra un soldado sirio, enamorado de Salomé, se suicida), Salomé besa los labios de la cabeza cortada de Jokanaan. Herodes, enamorado a su vez de Salomé, ordena matarla.

## Otros datos
La obra se publicó originalmente en francés en 1891, y solo tres años después apareció la traducción inglesa. Su estreno teatral fue accidentado; Wilde no obtuvo licencia para presentarla en Londres supuestamente porque la normativa de la época prohibía representar temas bíblicos. La razón real del veto sería el argumento, demasiado escabroso. Finalmente, Wilde estrenó la obra en París, con un programa diseñado por Toulouse-Lautrec. El argumento original fue retocado en las partes más atrevidas; así, Wilde encubrió un amor homosexual entre dos hombres, sustituyendo a uno por un personaje femenino. Las críticas fueron más bien tibias, y se cree que en parte fueron más a favor de Wilde que por el interés de la obra en sí. Salomé fue mostrada en otros países en pases privados, ya que era problemática para salas comerciales. En Londres no se estrenó públicamente hasta el 5 de octubre de 1931, en el Savoy Theatre.
En París, la Société des amis du livre moderne publicó la obra en 1930, con illustraciones de Manuel Orazi.
La obra está llena de simbolismo (obsérvese por ejemplo la relevancia de la luna) y de tensión dramática. Sirvió de punto de partida para la ópera homónima del compositor alemán Richard Strauss.

## Saloméen España
La obra fue traducida al español en 1902 por J. Pérez Jorba y P. Rodríguez. Se representó por primera vez en España en lengua catalana y con interpretación de Margarita Xirgu en el 5 de febrero de 1910 en el Teatro Principal de Barcelona.
Versiones posteriores son las de Lindsay Kemp, con Mayrata O'Wisiedo en 1978 en el Teatro de la Comedia de Madrid; de Terenci Moix, dirigida por Mario Gas, con Nuria Espert y Luis Merlo en 1985;  la de Mauro Armiño, dirigida por Miguel Narros, con María Adánez, Elisa Matilla, Millán Salcedo o Paco Blázquez en el Teatro Albéniz de Madrid en 2005; la de Jaime Chávarri en 2016, con Victoria Vera, Manuel de Blas o Maite Brik y finalmente el montaje dirigido por Magüi Mira en 2023, con Belén Rueda, Sergio Mur y Luisa Martín.